# العلاقات السورية الكولومبية
العلاقات السورية الكولومبية هي العلاقات الثنائية التي تجمع بين سوريا وكولومبيا.

## مقارنة بين البلدين
هذه مقارنة عامة ومرجعية للدولتين:
| وجه المقارنة                                              | سوريا                    | كولومبيا        |
| --------------------------------------------------------- | ------------------------ | --------------- |
| المساحة (كم2)                                             | 185.18 ألف               | 1.14 مليون      |
| عدد السكان (نسمة)                                         | 18.27 مليون              | 49.07 مليون     |
| الكثافة السكانية (ن./كم²)                                 | 98.66                    | 43.04           |
| العاصمة                                                   | دمشق                     | بوغوتا          |
| اللغة الرسمية                                             | اللغة العربية            | اللغة الإسبانية |
| العملة                                                    | ليرة سورية               | بيزو كولومبي    |
| الناتج المحلي الإجمالي (بليون دولار)                      | 60.20 مليار              | 309.19 مليار    |
| الناتج المحلي الإجمالي (تعادل القوة الشرائية) بليون دولار |                          | 724.96 مليار    |
| الناتج المحلي الإجمالي الاسمي للفرد دولار أمريكي          |                          | 7.60 ألف        |
| الناتج المحلي الإجمالي للفرد دولار أمريكي                 |                          | 13.36 ألف       |
| مؤشر التنمية البشرية                                      | 0.594                    | 0.720           |
| رمز المكالمات الدولي                                      | +963                     | +57             |
| رمز الإنترنت                                              | .sy                      | .co             |
| المنطقة الزمنية                                           | ت ع م+02:00، ت ع م+03:00 | 00              |

## منظمات دولية مشتركة
يشترك البلدان في عضوية مجموعة من المنظمات الدولية، منها:
| علم المنظمة | اسم المنظمة                               | تاريخ انضمام سوريا | تاريخ انضمام كولومبيا |
| ----------- | ----------------------------------------- | ------------------ | --------------------- |
|             | مؤسسة التنمية الدولية                     | 28 يونيو 1962      | 16 يونيو 1961         |
|             | يونسكو                                    | 16 نوفمبر 1946     | 31 أكتوبر 1947        |
|             | وكالة ضمان الاستثمار متعدد الأطراف        | 14 مايو 2002       | 30 نوفمبر 1995        |
|             | الأمم المتحدة                             | 24 أكتوبر 1945     | 5 نوفمبر 1945         |
|             | الاتحاد البريدي العالمي                   | ?                  | ?                     |
|             | البنك الدولي للإنشاء والتعمير             | 10 أبريل 1947      | 24 ديسمبر 1946        |
|             | المنظمة الهيدروغرافية الدولية             | ?                  | ?                     |
|             | الاتحاد الدولي للاتصالات                  | 12 يناير 1924      | 25 أغسطس 1914         |
|             | منظمة حظر الأسلحة الكيميائية              | ?                  | ?                     |
|             | مؤسسة التمويل الدولية                     | 28 يونيو 1962      | 20 يوليو 1956         |
|             | المركز الدولي لتسوية المنازعات الاستشارية | 24 فبراير 2006     | 14 أغسطس 1997         |
|             | منظمة الشرطة الجنائية الدولية             | ?                  | ?                     |